# 艾迪美臣·巴拉加
小艾迪美臣·巴拉加·比斯普（葡萄牙語：Ademilson Braga Bispo Junior，1994年1月9日—），简称艾迪美臣·巴拉加，是一名巴西職業足球員，司職前鋒。現效力中超球隊武汉三镇。

## 足球生涯
艾迪美臣·巴拉加生於巴西聖保羅州庫巴唐，出身於巴西足球勁旅聖保羅。2012年，首次為聖保羅一隊上陣。2015年，外借到橫濱水手。2016年，再外借到大阪飛腳。2016年10月，大阪飛腳以315萬美元正式簽下艾迪美臣·巴拉加。他接下来在大阪飛腳的两年都受到了伤病的打击，因为膝盖问题，他缺席了2017年下半年和2018年上半年的大部分时间。